# Bad Sachsa
Bad Sachsa (pronunciación en alemán: /baːt ˈzaksa/ⓘ) es un municipio situado en el distrito de Gotinga, en el estado federado de Baja Sajonia (Alemania), a una altitud de 300 metros. Su población a finales de 2016 era de unos 7500 habitantes y su densidad poblacional, 230 hab/km².
Se encuentra ubicado junto a  la frontera con el estado de Turingia.